# 塞班國際機場
塞班國際機場（英語：Saipan International Airport）亦稱為弗朗斯西·阿达机场（英语：Francisco C. Ada Airport），日本統治時期稱As Lito機場（日语：アスリート飛行場）是北馬里亞納群島最大的機場，也是塞班島唯一的機場。機場提供多個航班前往東亞主要城市，包括北京、上海、廣州、香港、東京、首爾、釜山、關島等地。2021年11月新型冠狀肺炎疫情爆發後，塞班機場之航班即時停航，部分城市如北京、上海、廣州的往返航班截至現時為止仍未恢愎。

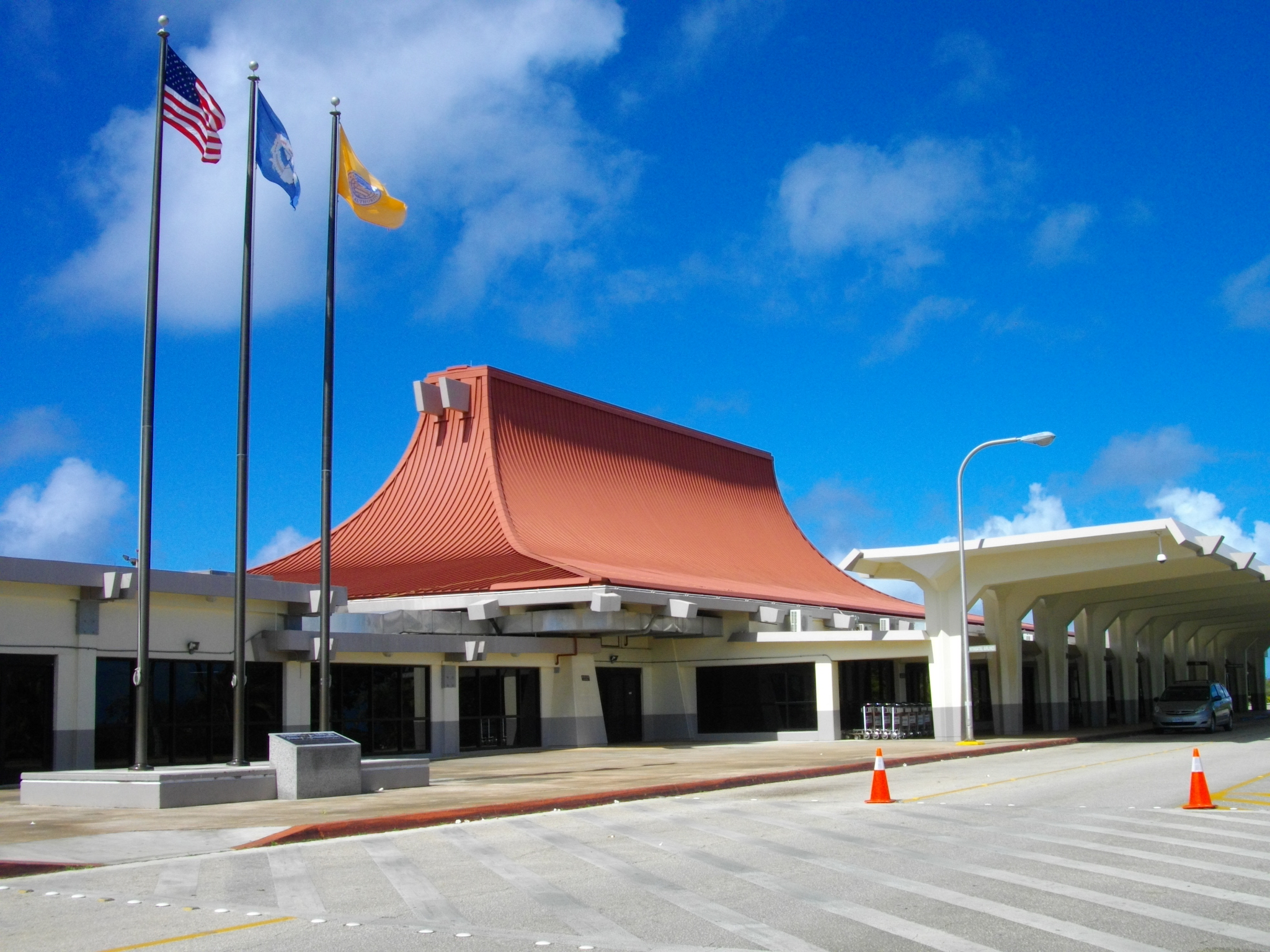
機場航廈外觀

## 航空公司與目的地
| 航空公司       | 目的地          |
| -------------- | --------------- |
| 聯合航空       | 關島、東京-成田 |
| 星馬里亞納航空 | 羅塔島、天寧島  |
| 韓亞航空       | 首爾-仁川       |
| 濟州航空       | 首爾-仁川、釜山 |
| 德威航空       | 首爾-仁川       |
| 香港航空       | 香港            |